# چشمه آب گرم مرتضی علی
چشمه آب گرم مرتضی علی با داشتن چشمه‌های جوشان با دو نوع آب سرد و گرم کنار هم در دل کویر ایران زمین در مسیر گردشگری روستای خرو و در فاصله ۲۷ کیلومتری شهر طبس واقع شده است.

## توضیح جاذبه گردشگری
آب‌گرم چشمه از دیواره سمت راست به داخل رودخانه می‌ریزد و همین، اختلاف دمایی را در چشمه ایجاد می‌کند که گاهی به ۱۰ درجه هم می‌رسد. غلظت بیشتر آب گرم و تفاوت ساختاری آن با آب سرد جاری در کف رودخانه باعث می‌شود که این آب‌ها تا مسافت حدود ۳۰۰ متری بستر رودخانه هم پیش بروند، در حالی‌که به‌طور کامل با هم مخلوط نشده‌اند و در بستر رودخانه قابل تفکیک هستند.

## توضیح بیشتر
در داخل دیواره‌های بلند دره، حفره‌ها و کانال‌هایی دیده می‌شود که با نظم خاص و مهندسی ساخته شده که به خانه گبر معروف است که قدمت آن به دوران ساسانیان یعنی حدود ۱۵۰۰ سال قبل می‌رسد. هر کدام از این حفره‌ها، مقطعی از کانالی هستند که در داخل آن بعد از چاه‌هایی که به ارتفاع حدود ۱۰ متر هستند به دالان بالا می‌رسیم که به اتاقک‌هایی منتهی می‌شود. راه دسترسی به داخل این خانه‌ها مشکل و تنها با وسایل کامل صخره‌نوردی و کوهنوردی و توسط افراد خبره ورود به داخل آن امکان‌پذیر است.